# Diego Reveco
Diego Fernando Felipe Reveco Castro (Antofagasta, Chile, 17 de junio de 1992) es un entrenador de fútbol chileno. Actualmente se encuentra dirigiendo como ayudante técnico de en Deportes Antofagasta de la Primera B de Chile.

## Trayectoria
Nacido en Antofagasta, Reveco se graduó de Educación física en la Universidad de Antofagasta antes de mudarse a Santiago para estudiar. Se incorporó al Club de Deportes Antofagasta de su ciudad natal en las últimas etapas de 2018, siendo inicialmente Director técnico de las categorías inferiores.
Reveco se convirtió en Asistente técnico en 2019 tras una solicitud del técnico argentino Gerardo Ameli. El 2 de diciembre de 2020, luego de que el técnico argentino Héctor Almandoz se fuera de mutuo acuerdo del equipo, fue nombrado entrenador interino.
Reveco estuvo a cargo del club durante un partido, una victoria en casa por 2-1 sobre Club Deportivo Huachipato el 14 de diciembre de 2020, y posteriormente regresó a su puesto anterior después de que Héctor Tapia fuera nombrado entrenador del primer equipo. El 29 de septiembre de 2021 vuelve a ser nombrado interino en sustitución de Juan José Ribera.

## Clubes
| Club                                     | País  | Año       |
| ---------------------------------------- | ----- | --------- |
| Deportes Antofagasta (inferiores)        | Chile | 2018-2019 |
| Deportes Antofagasta (Asistente técnico) | Chile | 2020-2023 |
| O'Higgins (Asistente técnico)            | Chile | 2023-2024 |
| Deportes Antofagasta (Asistente técnico) | Chile | 2024-     |

### Como entrenador
| Equipo               | País  | Año   | PJ | PG | PE | PP | Efectividad |
| -------------------- | ----- | ----- | -- | -- | -- | -- | ----------- |
| Deportes Antofagasta | Chile | 2020  | 1  | 1  | 0  | 0  | 100%        |
| Deportes Antofagasta | Chile | 2021  | 11 | 5  | 4  | 2  | 57.57%      |
| Deportes Antofagasta | Chile | 2022  | 9  | 2  | 2  | 5  | 29.63%      |
| Deportes Antofagasta | Chile | 2024  | 12 | 3  | 7  | 2  | 44.44%      |
| Total                | Total | Total | 33 | 11 | 13 | 9  | 46.46%      |